# Моранг (район)
Моранг (непальск. मोरङ जिल्ला) — один из 75 районов Непала. Входит в состав зоны Коси, которая, в свою очередь, входит в состав Восточного региона страны. Административный центр — город Биратнагар.
Район Моранг расположен в физико-географическом регионе Тераи, который представляет собой равнины на юге Непала. Граничит с районом Сунсари (на западе), районом Дханкута (на севере), районами Джхапа и Илам зоны Мечи (на востоке) и индийским штатом Бихар (на юге). Большая часть территории занята сельскохозяйственными угодьями (основные с/х культуры — рис и джут). В северной части района, где равнина переходит в холмистую местность, имеются остатки лесов.
Население по данным переписи 2011 года составляет 965 370 человек, из них 466 712 мужчин и 498 658 женщин. По данным переписи 2001 года население насчитывало 843 220 человек.